# Argonauta (U-Boot)
Die Argonauta war ein U-Boot der Regia Marina (italienische Marine). Das von Fiat gebaute Boot sollte ursprünglich von der Kaiserlich Russischen Marine in Dienst gestellt werden, konnte aber nicht vor Ausbruch des Ersten Weltkrieges übergeben werden und wurden dann von der italienischen Marine eingesetzt.

## Baugeschichte
Das U-Boot wurde von der Kaiserlich Russischen Marine bei Fiat in Auftrag gegeben und sollte auf den Namen Sviatoi Georgii  (russisch Святой Георгии, Heiliger Georg) getauft werden. Es wurde am 11. März 1913 auf Kiel gelegt und lief am 5. Juli 1914, wenige Tage nach dem Attentat von Sarajevo, vom Stapel. Nach der italienischen Neutralitätserklärung konnte das Boot nicht mehr ausgeliefert werden. Später wurde in der Fiat-Werft ein neues, an die F-Klasse angelehntes U-Boot für die Kaiserlich Russische Marine auf Kiel gelegt, das 1917 auf den Namen Sviatoi Georgii getauft wurde.
Das Boot war eine Weiterentwicklung der Boote der Medusa-Klasse mit einigen von der Russischen Marine angeforderten Verbesserungen. So besaß das Boot im Vergleich zu den Medusa-Booten unter anderem zwei Periskope, einziehbare Tiefenruder und war mit einem neuen zuverlässigeren Dieselmotor ausgerüstet.

## Einsatz und Verbleib
Bei einer von der Werft durchgeführten Testfahrt am 4. Oktober 1914 im Golf von La Spezia wurde das noch unter der Konstruktionsnummer 43 laufende Boot vom Kommandanten und ehemaligen Marineoffizier Angelo Belloni entführt. Belloni plante mit dem U-Boot Schiffe der k.u.k. Kriegsmarine in der Adria anzugreifen und so einen italienischen Kriegseintritt in den Ersten Weltkrieg zu provozieren. Als Belloni in Ajaccio auf Korsika sich mit Treibstoff versorgen wollte, wurde er von den französischen Behörden festgenommen und mitsamt U-Boot der italienische Marine übergeben.
Im Dezember 1914 wurde es der italienischen Marine übergeben und am 18. Februar 1915 unter dem Namen Argonauta in Dienst gestellt. Wenige Wochen später wurde die Argonauta nach Brindisi überführt. Auf der Marinebasis Brindisi wurde es dem Geschwaderführer Carlo Cattaneo des dortigen U-Boot-Geschwaders unterstellt. Nach dem italienischen Kriegseintritt in den Ersten Weltkrieg wurde das Boot dem 2. U-Boot-Geschwader in Ancona zugewiesen. 1916 wurde es nach Venedig verlegt und kehrte 1918 zum 2. U-Boot-Geschwader zurück, das zu dem Zeitpunkt in Porto Corsini bei Ravenna stationiert war. Dort unterstand das Boot dem Kommando von Kapitänleutnant, Antonio Legnani, dem späteren Oberkommandierenden der Republikanischen Nationalmarine.
Im Laufe des Krieges führte die Argonauta 112 Unternehmungen in der Adria aus, ohne dabei ein Schiff zu versenken. Zu den bedeutenderen und gefährlicheren Einsätzen gehörte das Aufspüren feindlicher Seeminen rund um die dalmatinischen Inseln und im Kanal von Zara. Des Weiteren feuerte die Argonauta am 3. Juli 1918 einen Torpedo auf einen Kreuzer der Huszár-Klasse ab, der aber wegen eines Defektes nicht das Ziel traf.
Nach Kriegsende wurde das Boot noch bis zu seiner Desarmierung am 23. März 1928 als Ausbildungsboot in der Adria genutzt.